# Tea Party (mouvement politique)
Pour les articles homonymes, voir Tea Party.

Le en et sa devise libertarienne (« Ne me marche pas dessus ») figurent parmi l'imagerie révolutionnaire de la guerre d'indépendance reprise par les partisans du mouvement en.

Le Tea Party est un mouvement politique aux États-Unis, contestataire, de type libertarien, qui s'oppose à la croissance de l'État fédéral et de ses impôts (en),.
Le Tea Party émerge au début de la présidence Obama, dans le contexte de la crise économique de 2008-2010 liée à la crise financière. Le mouvement critique notamment les dépenses gouvernementales qui s'accroissent sous l'administration Obama, tant celles qui soutiennent le système financier et la relance économique que celles qui fondent une protection sociale financée au niveau fédéral (Patient Protection and Affordable Care Act).
Réclamant une restauration de l'esprit fondateur du pays, le Tea Party emprunte à ce titre l'imagerie de la guerre d'indépendance et son nom fait référence au Tea Party de Boston, un événement historique qui a marqué les débuts de la révolution américaine contre la monarchie britannique au XVIIIe siècle.

## Histoire

### Origines et premiers succès du Tea Party
Le Tea Party fait référence au Boston Tea Party qui fut une révolte politique à Boston (alors capitale de la Colonie de la baie du Massachusetts) contre le Parlement britannique, en 1773. Une « tea party » consistait alors à passer par-dessus bord une cargaison de thé d'un bateau dans le port de Boston.
Pour le mouvement Tea Party, l'acronyme TEA signifie « Taxed Enough Already » (déjà suffisamment imposés).
Le mouvement récent a pour origine des manifestations organisées en réaction aux plans de sauvetage du secteur bancaire, à la suite de la crise financière de 2008, et plus particulièrement contre le plan de relance fédéral de 787 milliards de dollars proposé par le gouvernement de Barack Obama et adopté par le Congrès des États-Unis.
On attribue généralement à une blogueuse de Seattle, Keli Carender, l'organisation d'une des premières manifestations du mouvement. Carender a convaincu 120 personnes de participer à une manifestation contre le plan de relance économique de 787 milliards de dollars que Barack Obama devait promulguer le lendemain. Le 19 février 2009, Rick Santelli, journaliste de la chaîne financière CNBC, proposa sur YouTube de protester contre la décision du président de débloquer 75 milliards de dollars pour aider les propriétaires endettés à éviter la saisie de leur maison en organisant une « Tea Party » à Chicago.
FreedomWorks, dirigé par le républicain Dick Armey, contribue au financement du mouvement. Cet organisme est lui-même financé par plusieurs entreprises comme Verizon, AT&T ou Philip Morris. Un autre grand sponsor est Americans for Prosperity, des milliardaires David et Charles Koch. D'après The New Yorker, ces deux frères milliardaires, septuagénaires et libertariens dont l'origine de la fortune repose sur le pétrole, sont indirectement de grands pourvoyeurs en argent des campagnes Tea Party. Selon François Vergniolle de Chantal, il est difficile d'apprécier la part des petits contributeurs dans le financement du mouvement. En effet, « la décentralisation du mouvement favorise l'opacité financière ». Les Tea Parties ont leurs propres laboratoires d'idées.
Le mouvement gagne de l'ampleur lors de la révélation au public du montant des primes versées aux dirigeants d’AIG, renfloué par le premier plan de relance du gouvernement. Il gagne encore de l'importance lors des débats sur la réforme de santé menée par Barack Obama et apporte un soutien décisif à l'élection du républicain Scott Brown au Sénat des États-Unis pour l'un des deux sièges du Massachusetts.

### Élections législatives de 2010
Il était prévu que le Tea Party aurait de l'influence lors des élections de mi-mandat de novembre 2010 et pourrait envisager de présenter des candidats sous ses couleurs et concurrencer le Parti républicain.
Le Tea Party a eu une influence considérable sur l'orientation de la campagne des républicains et même (dans une moindre mesure) sur celle des démocrates. Le mouvement obtient un ou deux sièges significatifs, notamment en Floride. Mais plusieurs candidats des Tea Parties ont éloigné l'électorat républicain traditionnel et assuré la victoire de leurs adversaires démocrates alors même qu'ils avaient remporté les primaires républicaines.
Des menaces ou des actes violents ayant occasionné des dégâts matériels visent une dizaine de membres de la Chambre, selon le chef de la majorité démocrate de la Chambre des représentants, Steny Hoyer. Ce dernier indique que certaines menaces reçues par les élus sont qualifiées de « très graves ».
Dans l'Alaska, la républicaine Lisa Murkowski, qui n'a pas obtenu l'investiture de son parti au profit d'une personnalité soutenue par le Tea Party, est néanmoins arrivée en tête alors qu'il lui a fallu se présenter en indépendante et faire écrire son nom par chacun de ses électeurs sur les bulletins.

### Élection présidentielle de 2016
Donald Trump a loué le Tea Party tout au long de sa campagne électorale. Dès août 2015, il déclarait à Nashville que les gens du Tea Party « sont des gens qui travaillent dur et qui ont l'amour de leur pays, mais que les médias ne cessent d'attaquer ». En janvier 2016, au début des élections primaires du parti Républicain, un sondage de CNN montrait que les électeurs se disant proches du Tea Party plaçaient Trump en tête avec 37 % des intentions de vote, trois points devant le suivant, Ted Cruz.
Michael Johns, cofondateur et chef de file du mouvement, soutient Trump dès l'annonce de sa candidature,.
Plusieurs commentateurs, et Sarah Palin ont soutenu que le Tea Party a joué un rôle clé dans cette élection, et même que l'élection de Donald Trump a été le point culminant de ce mouvement de contestation de l'establishment. Après l'élection, Jenny Beth Martin a déclaré qu'« avec la victoire de Donald Trump, les valeurs et les principes qui ont donné naissance au Tea Party en 2009 ont finalement gagné le plus haut siège du pouvoir, la Maison-Blanche ».
Au commencement de son mandat, l'une des premières décisions de Donald Trump fut la nomination de Nikki Haley, l'une des égéries du Tea Party, au poste très représentatif d'ambassadeur aux Nations unies.

## Mouvement cohérent ou hétéroclite?
La doctrine des Tea Parties apparaît être particulièrement difficile à appréhender pour les étrangers. Chaque pays semble interpréter l'émergence des Tea Parties en fonction de ses préoccupations nationales.
Le Tea Party est ainsi interprété aussi bien comme un parti anti-islam au Pakistan, un parti de la peur du déclin américain en Allemagne, un parti qui pourrait conduire à un conflit en Chine, un parti de partisans de théories du complot, de réactionnaires et d'anti-élites en France.
En dernière analyse, le Tea Party pourrait se comprendre comme une sorte d'insurrection libertarienne, conservatrice et anti-taxe (conservatisme fiscal), ce que le pays produit régulièrement.

### Facteurs de cohérence
Le Tea Party est un parti populiste selon l'américanologue De Chantal, parfois montré comme le parti du contre : « contre tout ce qui prélève des impôts ». Éclaté en plusieurs factions sur tout le territoire, il comporte, outre des déçus de la société, des factions libertariennes, et d'autres, contestataires et radicales. Sa devise commune serait : « Moins de taxes, moins de gouvernement » donnant l'acronyme Tea : « Taxed Enough Already » (« déjà suffisamment taxé »). En rejoignant le Tea Party, les adhérents cherchent à protéger les États-Unis des interventions de l'État fédéral, qui est perçu comme liberticide lorsqu'il tente d'imposer des mesures égalitaires, l'inégalité étant ressentie comme un facteur naturel.
Se structurant rapidement, le mouvement Tea Party a tenu en février 2010 une première convention nationale à Nashville, organisée par la Tea Party Nation et à laquelle participaient Ron Paul et Sarah Palin, devenus des icônes médiatiques du mouvement. Si le premier est un habitué du mouvement libertarien, la seconde, colistière de John McCain aux présidentielles de 2008, ne peut être considérée comme un dirigeant du mouvement. Les sympathisants tea party, tout comme le reste de la population américaine, ne l'estiment pas qualifiée pour la fonction présidentielle.
Les membres du Tea Party réclament une réduction de la taille de l'État, ainsi que la révision de son rôle dans un sens de réduction à l'État des Pères fondateurs. Ils considèrent que l'État fédéral s'est arrogé des pouvoirs que la Constitution réserve aux États fédérés, notamment dans le domaine de l'Éducation, des finances et de la santé. Adversaires féroces de la réforme du système de santé mise en œuvre par l'administration Obama, notamment par le Patient Protection and Affordable Care Act de mars 2010, ils sont nombreux à se montrer très sceptiques à l'égard des origines anthropiques d'un réchauffement climatique qu'ils n'acceptent pas non plus comme étant une réalité scientifique. Ils sont en général pour le Mouvement pro-vie et pour la légalité de la peine de mort. Si l'ensemble de ces revendications sont assez communes chez la plupart des Républicains, les tea-baggers ont tendance à les radicaliser : Sharron Angle, ancienne sénatrice d'État du Nevada, s'est ainsi fait beaucoup d'ennemis au sein du Parti républicain ; Michele Bachmann, représentante du Minnesota, prétend que les lampes fluorescentes consommeraient autant d'énergie que les lampes ordinaires, et souligne que leur fabrication et leur composition sont très polluantes, etc.
Selon un sondage Politico, « 54 % des Américains pensent que le mouvement du Tea Party est positif pour le système politique américain », contre 22 % qui pensent qu’il s’agit d’une mauvaise chose. Près de 69 % des personnes interrogées voient le Tea Party d’un œil approbateur ou neutre, contre 24 % qui le jugent néfaste, même si seule une minorité est active et participe aux rassemblements. Une étude statistique a montré une relative homogénéité de la base, faite d'« Américains plus riches et plus instruits que la moyenne, et majoritairement républicains. Des hommes, blancs, mariés, de plus de 45 ans, gagnant bien leur vie, qui représenteraient 18 % de l'électorat ».

### Caractère hétéroclite du mouvement
Le mouvement est cependant très hétéroclite — à l'image de la seule Floride, qui en compte 80 dénominations distinctes — et n'a pas su encore fédérer toutes ses factions à l'instar des Tea Party Patriots de Chicago et des Tea Party Express californiens qui n'ont pas participé à la convention nationale de Nashville.
Ainsi, on trouve dans le mouvement aussi bien des libertariens et des conservateurs sociétaux.
De même, de nombreux membres du mouvement évangélique (déclarant 60 millions d'adeptes aux États-Unis[réf. nécessaire]) ont rejoint en masse le mouvement qui apparaît donc, de plus en plus, comme un regroupement de la droite du parti républicain. Cependant on ne saurait confondre évangéliques et tea baggers (« marchands de thé », partisans du Tea Party).
Le Tea Party se caractérise également par la présence de nombreuses femmes leaders, comme Sarah Palin, et par son succès auprès de l'électorat féminin de droite, ce que la professeure de science politique Melissa Deckman explique par le fait « qu'une grande partie de l'establishment républicain local n'était pas accueillant envers les femmes. Le Tea Party s'est bâti à partir de la base et ça a donné l'opportunité aux femmes d'organiser leurs propres groupes sans avoir affaire aux réseaux d'hommes dirigeants ». Cet engagement en marge du parti traditionnel répond historiquement au succès de la conservatrice antiféministe Phyllis Schlafly dans les années 1970, avec son mouvement STOP ERA.

## Personnalités du mouvement
Le Tea Party a eu trois sénateurs et 60 des 83 nouveaux représentants républicains à l'issue des élections législatives américaines de 2010.
- Ron Paul, membre du Parti républicain, représentant du Texas à la Chambre des représentants des États-Unis de 1976 à 1985, et de nouveau depuis 1997. Il a été candidat à l'élection présidentielle américaine de 1988 pour le Parti libertarien et à l'investiture du Parti républicain pour les élections présidentielles de 2008 et 2012.
- Rand Paul, fils du précédent, sénateur du Parti républicain du Kentucky[25], réélu en 2016. Il fut candidat aux primaires présidentielles républicaines de 2016.
- Sarah Palin, membre du Parti républicain, ex-gouverneur de l'Alaska, colistière et candidate au poste de vice-président des États-Unis en 2008 avec John McCain. Sarah Palin soutient un ensemble de candidats de droite, soit du Tea Party soit de l'establishment traditionnel républicain[26].
- J. D. Hayworth (en), ancien membre de la Chambre des représentants des États-Unis[27].
- Sharron Angle, sénatrice de l'État du Nevada, battue aux sénatoriales de 2010. C'est l'une des plus radicales tea-baggers : outre une controverse concernant son soutien à des programmes de lutte contre la toxicomanie soutenue par la Scientologie (le Second Chance Program (en)) et ses liens avec des scientologues, elle prône la dissolution du Département de l'Éducation, s'oppose à la fluoration de l'eau, prône le retrait des États-Unis des Nations unies et considère le réchauffement climatique comme une invention produite par une « science frauduleuse », etc[28].
- Christine O'Donnell, candidate du Parti républicain pour l'élection au Sénat des États-Unis dans le Delaware, après avoir remporté les primaires dans son État contre Mike Castle, pourtant grand favori[29].
- Michele Bachmann, représentante du Minnesota jusque 2012. Également sceptique concernant le réchauffement climatique, elle s'est opposée à la loi sur les lampes fluorescentes à économie d'énergie, affirmant qu'elles étaient aussi énergivores que des lampes normales et qu'il fallait préserver la liberté du consommateur.
- Marco Rubio, sénateur de la Floride à l'issue des élections de mi-mandat de novembre 2010, réélu en 2016. Il fut candidat aux primaires présidentielles républicaines de 2016.
- Ron Johnson, élu sénateur du Wisconsin, obtenant le siège contre le démocrate Russ Feingold, qui était l'un des sénateurs les plus à gauche. Johnson a dépensé plus de 8 millions de dollars de sa poche pour sa campagne. Outre son opposition à la réforme de la santé menée par l'administration Obama, il considère aussi, comme Angle, que le réchauffement climatique ne peut être attribué aux activités humaines.
- Pat Toomey, élu sénateur de Pennsylvanie en 2010, réélu en 2016.
- Nikki Haley, élue gouverneure de Caroline du Sud en 2010. Elle est de 2017 à 2018 ambassadrice américaine auprès des Nations unies.
- Mike Lee, élu sénateur de l'Utah en 2010, réélu en 2016.
- Matt Bevin, élu gouverneur du Kentucky en 2015.
- Ted Cruz, sénateur du Texas depuis 2012. Il fut candidat aux primaires présidentielles républicaines de 2016[30]. Après Donald Trump, il a remporté le plus de délégués au cours de ces primaires en vue de la convention d'investiture républicaine à Cleveland.
- Mike Pence, gouverneur de l'Indiana de 2013 à 2017 et 48e vice-président des États-Unis de 2017 à 2021[31].

## Buts et contestations

### Trois lois, sujets de la fronde
Trois dispositifs législatifs se trouvent au centre des réformes attaquées par les Républicains et par le Tea Party :
- la loi sur l'énergie ;
- la régulation financière ;
- surtout, la loi sur la réforme de la santé (Patient Protection and Affordable Care Act).

Si le Parti républicain qui veut abroger cette dernière loi (par le processus du repeal (en)), n’obtient pas la majorité au Sénat, il engage les gouverneurs à refuser les crédits pour l'appliquer (par le processus du defund). L'émergence du mouvement Tea Party risque de gêner fortement la représentation électorale de ce parti ayant actuellement la majorité au Sénat.
Or le Patient Protection and Affordable Care Act est déjà attaqué en justice par 20 États et son application dépend en grande partie des gouverneurs, dont 37 sont soumis à réélection[réf. nécessaire].

### Accusations de racisme
Le Tea Party s'en prend souvent avec virulence à Barack Obama, notamment du fait de ses origines, ce qui lui vaut de fréquentes accusations de racisme,, notamment de la part de la National Association for the Advancement of Colored People (NAACP),, ou du président américain lui-même, ce dont le mouvement se défend,,.

### Défilé parodique
Les humoristes Jon Stewart et Stephen Colbert organisent une parodie de Tea Party qui rassemble des dizaines de milliers de personnes devant le Capitole le 31 octobre 2010 en pleine campagne législative aux États-Unis. Bien que l'évènement se veuille apolitique, il est clairement de gauche. Baptisée « Rassemblement pour retrouver du bon sens » (« Rally to Restore Sanity »), ou ironiquement « Marche pour garder la peur vivante » (« March to Keep Fear Alive »), c'est une réponse à la manifestation organisée par Glenn Beck, un animateur vedette de la chaîne de télévision Fox News et grand adepte du Tea Party.

## Galerie

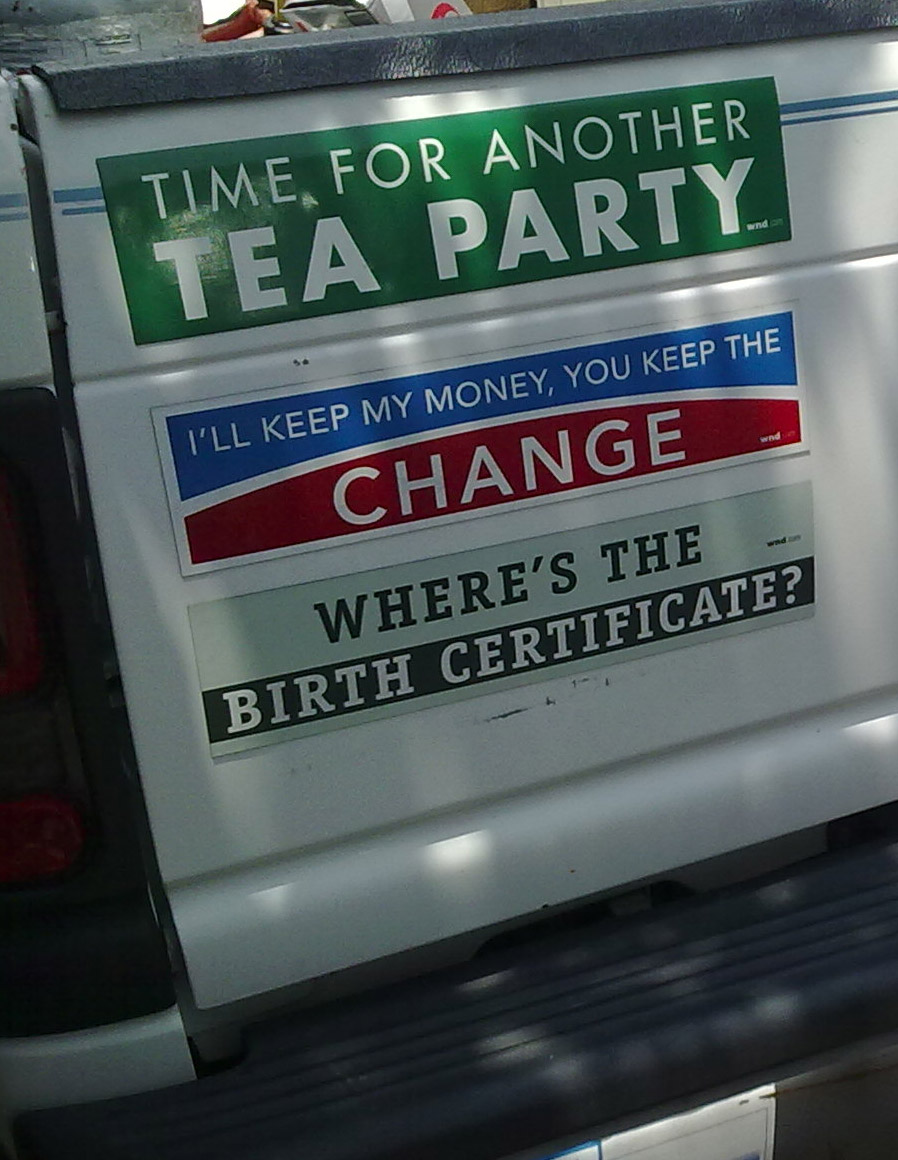
2009 : Autocollants apposés sur le hayon d'une camionnette du Maryland à propos du certificat de naissance de Barack Obama.
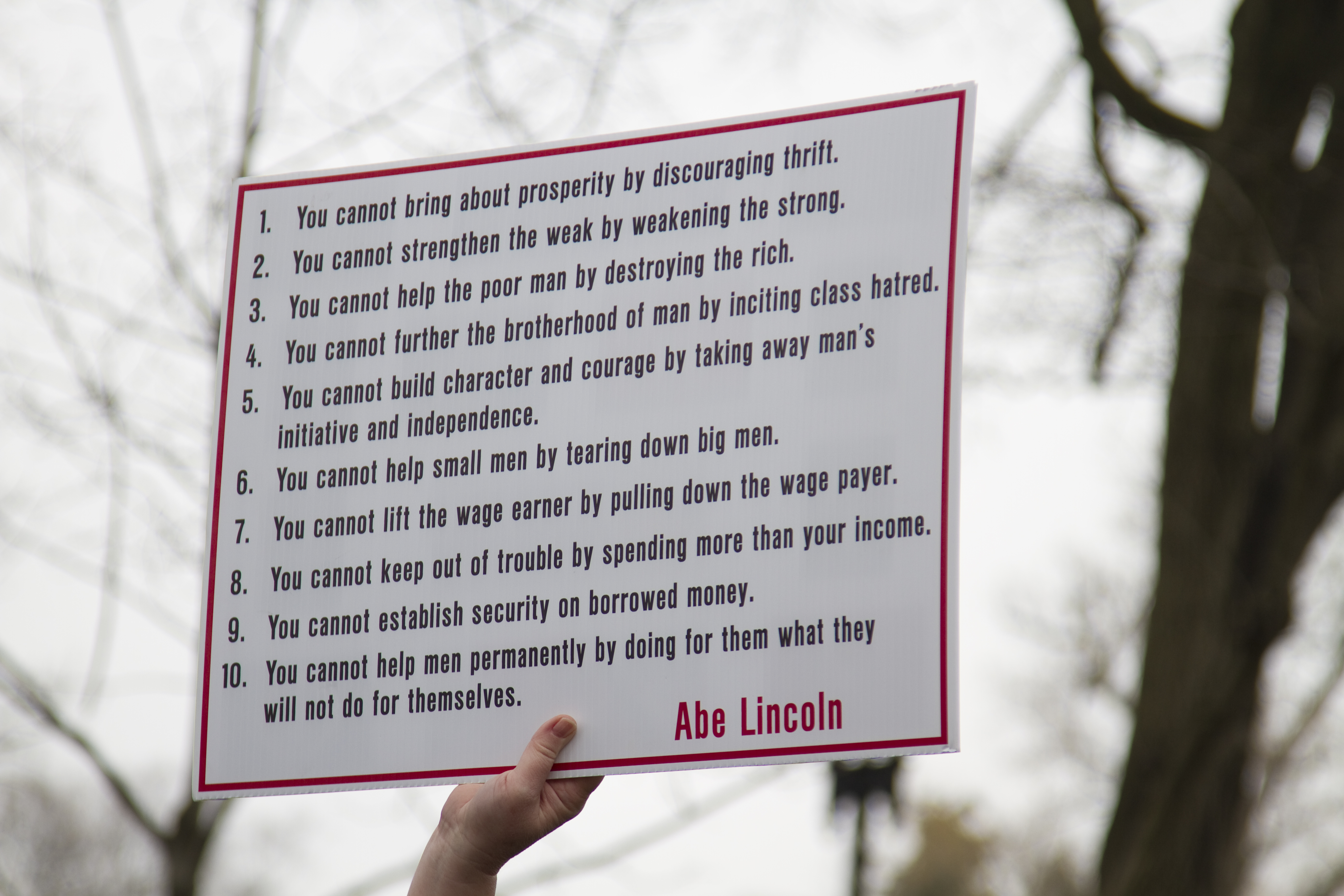
2011 : Le décalogue industriel 1916 de Boetcker (en) attribué par erreur à Abe Lincoln lors d'un rassemblement de Tea Party.
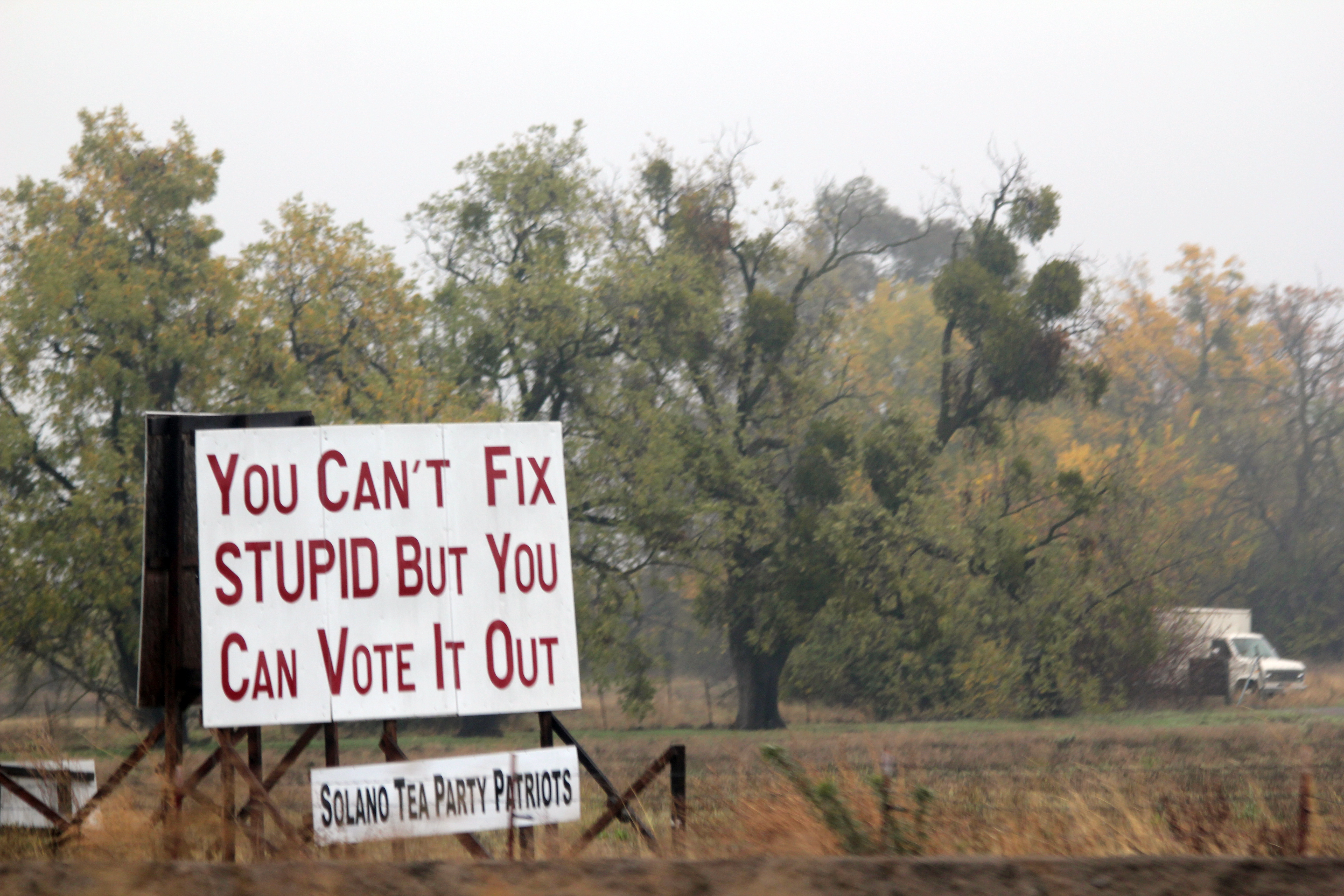
2012 : « Vous ne pouvez pas réparer les stupidités mais vous pouvez voter ».
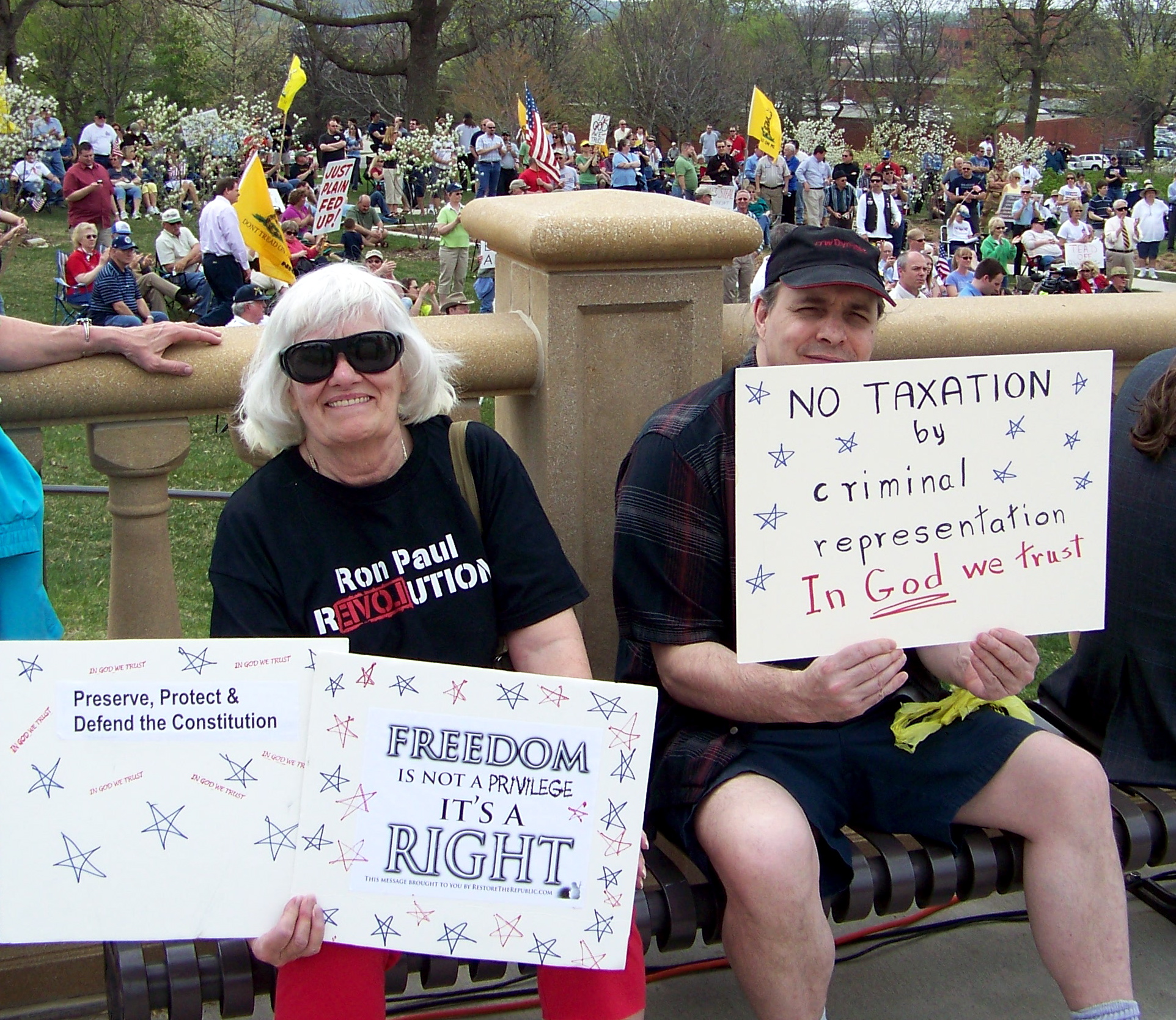
2007 : « Pas de taxes pour les représentants criminels. En Dieu nous avons confiance ».
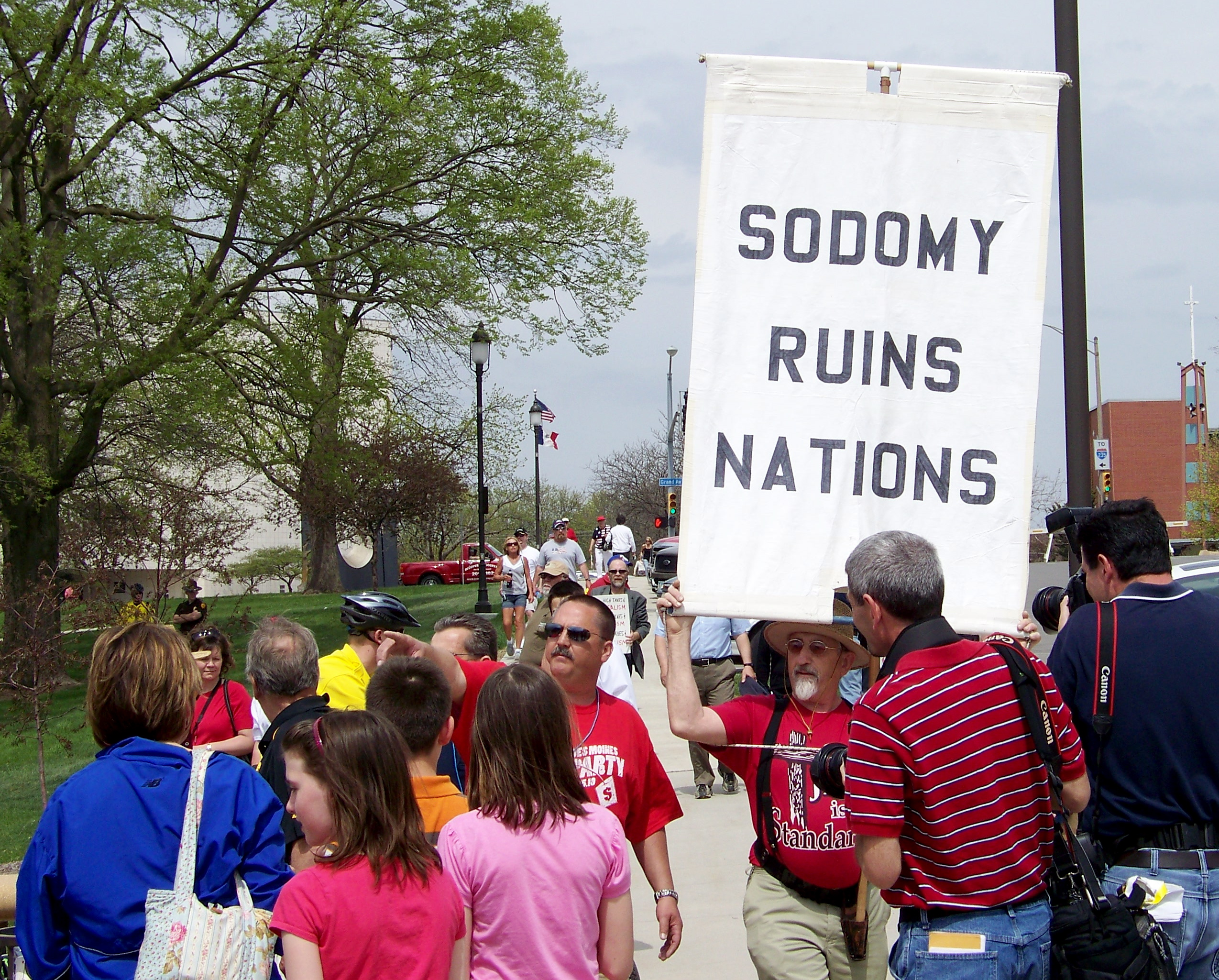
2007 : Pancarte présente à la Tea Party de Des Moines (Washington).
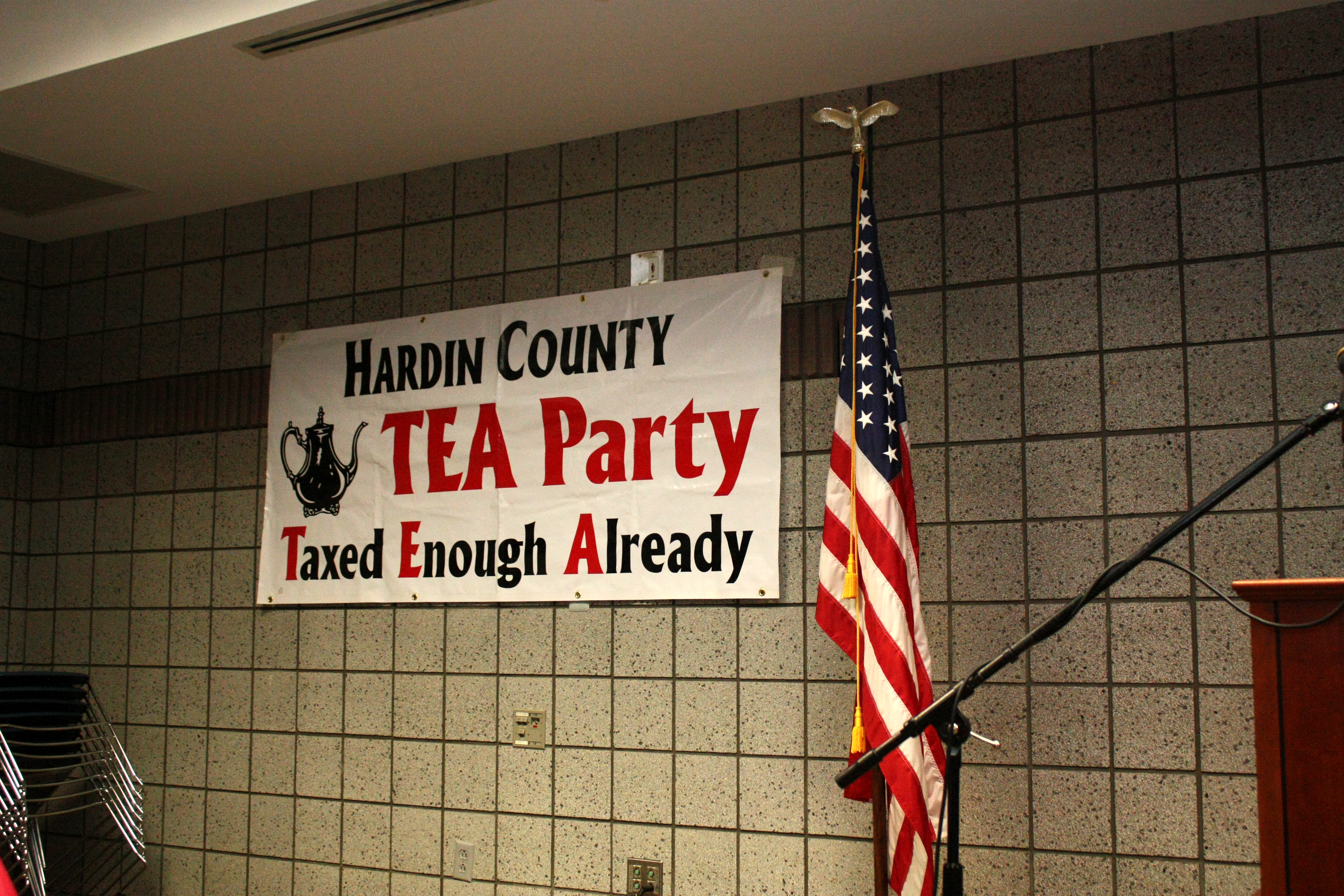
2010 : Banderole du Tea Party du comté de Hardin lors d'une Tea Party à Elizabethtown, Kentucky.